# Вулканы Сент-Китс и Невис
Список действующих и потухших вулканов Сент-Китса и Невиса.
| Название  | Высота | Координаты                | Последнее извержение |
| --------- | ------ | ------------------------- | -------------------- |
| Лиамуига  | 1156 м | 17°22′ с. ш. 62°48′ з. д. | 160                  |
| Пик Невис | 985 м  | 17°09′ с. ш. 62°35′ з. д. | Голоцен              |